# Political Film Society Award für Exposé
Der Political Film Society Award für Exposé wird jedes Jahr an einen Film vergeben, der sich filmisch einem konkreten Thema annimmt und häufig überraschende Informationen über das Thema hervorbringt. Dieser Preis wird von der Political Film Society (PFS) seit 1988 jährlich verliehen. Abhängig von der Anzahl der Filme, die sich für diese Kategorie qualifizieren, gibt es Jahre, in denen nur ein einziger Film für diesen Preis nominiert wurde, in folgenden Jahren wurden aber bis zu fünfzehn Filme in einem Jahr nominiert, es gibt also keine feste jährliche Anzahl von Nominierten.
Der Preis kann, wie jeder andere Political Film Society Award (PFSA), an einen Mainstreamfilm, einen Independentfilm oder auch an einen internationalen Film vergeben werden.

## Sieger und Nominierte
2012
Argo
Compliance
For Greater Glory
Lula, Son of Brazil
Mulberry Child
2011
Silenced (The Crucible)
5 Days of War
The Bang Bang Club
City of Life and Death – Das Nanjing Massaker
Die Lincoln Verschwörung
The Devil’s Double
Elite Squad – Im Sumpf der Korruption
J. Edgar
Kinyarwanda
Machine Gun Preacher
Whistleblower – In gefährlicher Mission
Oranges and Sunshine
The Conquest
Amigo
2010
Shake Hands with the Devil – Roger Spottiswoode
Agora – Die Säulen des Himmels (Agora) – Alejandro Amenábar
Fair Game – Nichts ist gefährlicher als die Wahrheit (Fair Game) – Doug Liman
Princess Ka‘iulani – Marc Forby
Vincere – Marco Bellocchio
Wegen der großen Anzahl an Nominierungen gab es zwei Auswahlrunden. In der ersten schieden folgende Filme aus:
Casino Jack – George Hickenlooper
Ausnahmesituation (Extraordinary Measures) – Tom Vaughan
Formosa Betrayed – Adam Kane
John Rabe – Florian Gallenberger
Maos letzter Tänzer (Mao’s Last Dancer) – Bruce Beresford
2009
50 Dead Men Walking – Der Spitzel – Kari Skogland
Die Bucht – Louie Psihoyos
Tödliches Kommando – The Hurt Locker – Kathryn Bigelow
State of Play – Stand der Dinge – Kevin Macdonald
The Yes Men Fix the World – Andy Bichlbaum, Mike Bonanno, Kurt Engfehr
2008
Keine Preisvergabe in dieser Kategorie.
Bank Job – Roger Donaldson
Battle in Seattle – Stuart Townsend
Die Fälscher – Stefan Ruzowitzky
Defiance – Für meine Brüder, die niemals aufgaben – Edward Zwick
Still Life – Jia Zhangke
2007
American Gangster – Ridley Scott
Enttarnt – Verrat auf höchster Ebene – Billy Ray
Der Krieg des Charlie Wilson – Mike Nichols
Holly – Guy Moshé
Persepolis – Vincent Paronnaud und Marjane Satrapi
2006
Mountain Patrol (Kekexili) – Chuan Lu
Cautiva – Gastón Biraben
Fast Food Nation – Richard Linklater
Die Queen – Stephen Frears
The Road to Guantanamo – Michael Winterbottom
Sophie Scholl – Die letzten Tage – Marc Rothemund
2005
Good Night, and Good Luck – George Clooney
L.A. Crash – Paul Haggis
Lord of War – Händler des Todes – Andrew Niccol
North Country – Niki Caro
Schildkröten können fliegen – Bahman Ghobadi
2004
Kinsey – Die Wahrheit über Sex – Bill Condon
Hotel Ruanda – Terry George
Osama – Siddiq Barmak
Brotherhood – Wenn Brüder aufeinander schießen müssen – Kang Je-gyu
The Yes Men – Dan Ollman, Sara Price, Chris Smith
2003
Die Journalistin – Joel Schumacher
Dark Blue – Ron Shelton
Dirty Pretty Things – Stephen Frears
Die unbarmherzigen Schwestern – Peter Mullan
Shattered Glass – Billy Ray
2002
Antwone Fisher – Denzel Washington
Ararat – Atom Egoyan
Circuit – Dirk Shafer
Enigma – Das Geheimnis – Michael Apted
Evelyn – Bruce Beresford
Green Dragon – Timothy Linh Bui
Die Grauzone – Tim Blake Nelson
John Q – Nick Cassavetes
K-19 – Showdown in der Tiefe – Kathryn Bigelow
Reise nach Kandahar – Mohsen Makhmalbaf
Max – Menno Meyjes
Long Walk Home – Phillip Noyce
To End All Wars – Die wahre Hölle – David L. Cunningham
Tricky Life – Beatriz Flores Silva
Y tu mamá también – Alfonso Cuarón
2001
Uprising – Der Aufstand – Jon Avnet
Ali – Michael Mann
Baby Boy – John Singleton
Im Fadenkreuz – Allein gegen alle – John Moore
Born Under Libra – Ahmad Reza Darvish
Bread and Roses – Ken Loach
Greenfingers – Joel Hershman
The Hidden Half – Tahmineh Milani
The Iron Ladies – Yongyoot Thongkongtoon
Journey to the Sun – Yeşim Ustaoğlu
Lumumba – Raoul Peck
Die Madonna der Mörder – Barbet Schroeder
2000
Before Night Falls – Julian Schnabel
But I'm A Cheerleader – Jamie Babbit
Catfish in Black Bean Sauce – Chi Moui Lo
Erin Brockovich – Steven Soderbergh
From the Edge of the City – Konstantinos Giannaris
Hurricane – Norman Jewison
Ça commence aujourd’hui – Bertrand Tavernier
Luminarias – José Luis Valenzuela
Gegen jede Regel – Boaz Yakin
Steal this Movie! – Robert Greenwald
Thirteen Days – Roger Donaldson
Tigerland – Joel Schumacher
Frontline – Zwischen den Fronten – Roger Michell
Traffic – Macht des Kartells – Steven Soderbergh
1999
Boys Don’t Cry – Kimberly Peirce
Bastards – Loc Do
Bure Baruta – Goran Paskalievic
East of Hope Street – Tim Russ und Nate Thomas
Insider – Michael Mann
Naturally Native – Valerie Red-Horse
One Man's Hero – Lance Hool
Three Kings – David O. Russell
Three Seasons – Tony Bui
1998
Bulworth – Warren Beatty
Zivilprozess – Steven Zaillian
Vier Tage im September – Bruno Barreto
Regeneration – Gillies MacKinnon
1997
Rosewood Burning – John Singleton
Amistad – Steven Spielberg
Projekt: Peacemaker – Mimi Leder
Sieben Jahre in Tibet – Jean-Jacques Annaud
1996
Dead Man Walking – Tim Robbins
Basquiat – Julian Schnabel
Larry Flynt – Die nackte Wahrheit – Miloš Forman
1995
Nixon – Oliver Stone
Rangoon (Beyond Rangoon) – John Boorman
Panther – Mario van Peebles
1994
Quiz Show – Robert Redford
1993
Im Namen des Vaters – Jim Sheridan
Die Wiege der Sonne – Philip Kaufman
Schindlers Liste – Steven Spielberg
Short Cuts – Robert Altman
1992
Jimmy Hoffa – Danny de Vito
Malcolm X – Spike Lee
Halbblut – Michael Apted
1991
Schuldig bei Verdacht – Irwin Winkler
Boyz n the Hood – Jungs im Viertel – John Singleton
JFK – Tatort Dallas – Oliver Stone
Paris brennt (Paris is Burning) – Jennie Livingston
1990
Roger & Me – Michael Moore
Air America – Roger Spottiswoode
Die Affäre der Sunny von B. – Barbet Schroeder
Romero – John Duigan
1989
Scandal – Michael Caton-Jones
Blaze – Ron Shelton
1988
Ein Schrei in der Dunkelheit – Fred Schepisi
Milagro – Der Krieg im Bohnenfeld – Robert Redford
Patty – Paul Schrader